# Грум-Гржимайло, Владимир Ефимович
Влади́мир Ефи́мович Грум-Гржима́йло (24 февраля [7 марта] 1864, Санкт-Петербург — 30 октября 1928, Москва, РСФСР, СССР) — русский и советский изобретатель, инженер металлург-теплотехник, педагог и организатор производства, член-корреспондент АН СССР (1927). Брат Г. Е. Грумм-Гржимайло.

## Биография
Родился в семье экономиста: отец, Ефим Григорьевич Грум-Гржимайло, был известным специалистом свеклосахарного и табачного производств. Мать, Маргарита Михайловна, урождённая Корнилович, была племянницей декабриста А. О. Корниловича.
Обучался в 3-й Санкт-Петербургской военной гимназии (1873—1880), затем окончил Петербургский горный институт (1885), после чего работал на заводах в Алапаевске, в Нижнем Тагиле, на металлургическом заводе в Нижней Салде, Верхней Салде.
С 1907 года — адъюнкт, а в 1911—1918 годы — ординарный профессор Петербургского политехнического института.  Преподавал в Нижнетагильском горнозаводском училище.
Гражданскую войну с семьёй встретил на Урале. В 1920—1924 годы занимал должность профессора Уральского университета (г. Екатеринбург), возглавлял кафедру теории стали и печей. В 1924 году выступил в защиту профессора М. О. Клера, который был обвинён в шпионаже в пользу Франции. Из-за начавшейся травли был вынужден покинуть Екатеринбург и переехать в Москву.
С 1924 года преподавал в Московской горной академии. Последние годы жизни (с 1924) занимался проектированием металлургических и заводских печей, создал московское Бюро металлургических и теплотехнических конструкций. В 1926 году был избран в члены-корреспонденты Академии наук СССР.
В сентябре 1928 года написал заявление об отставке с поста председателя научно-технического совета ВСНХ черных металлов, в котором, в частности, писал:

…Они раздули шахтинское дело, сделали из него мнимую угрозу срыва всей промышленности, взяли под подозрение всю интеллигенцию, арестовали множество инженеров, возбуждают серию дел…
…Что должен делать я, для которого ясно куда мы идём? Я, честный человек. Писать, говорить, печатать? Свободного слова нет, свободной печати нет…
…Можно ли стать во главе учреждения, когда я убеждён, что в моих сотрудниках подорвана возможность твёрдости голосов, мыслей и советов, что ради осторожности им придётся давать двусмысленные реплики и всё время думать, чтобы не дать прокурору возможности обвинить их во вредительстве.

Это заявление стало известно многим, было опубликовано за рубежом. Владимир Ефимович отказался взять его обратно, заявив: «Я ничего не имею встать хоть к стенке…». Вскоре он умер от заболевания печени.
Похоронен на Ваганьковском кладбище (2 уч.).

## Научная деятельность
Доказал экономическую целесообразность русского бессемерования, теоретически обосновал его, показав, что благодаря перегреву, горение углерода в чугуне начинается с первых минут продувки (при английском типе бессемерования горение углерода протекает только после выгорания кремния и марганца). В 1908 году первым применил законы физической химии (закон о равновесном состоянии системы в зависимости от изменения температуры и закон действия масс) к объяснению процессов, происходящих в бессемеровском конвертере и в стальной ванне мартеновской печи.
В 1910 году предложил теорию расчёта пламенных печей, применив законы гидравлики к движению печных газов. Изучая свойства огнеупорных материалов, в особенности динаса, создал «теорию перерождения динаса», являющуюся до сих пор основой технологии его обработки. В работе «Прокатка и калибровка» впервые научно объяснил методы калибровки валков, державшиеся в секрете старыми мастерами. Эта книга положила начало теоретическому изучению калибровки.
Под руководством Грум-Гржимайло были созданы проекты различных нагревательных печей — методических (для нагрева слитков перед прокаткой), кузнечных (для термической обработки металлов), сушильных, отжигательных и мартеновских.

## Семья
- Жена — Софья Германовна (урождённая Тиме, 1874—1949)[11]. Бракосочетание прошло в 1895 году в Нижнем Тагиле. В семье родилось 7 детей: пятеро сыновей и две дочери[12].
- Сын — Алексей Владимирович Грум-Гржимайло (1903—1938), главный инженер Главкаучука Наркомата тяжёлой промышленности СССР. Расстрелян[13].
- Сын — Юрий Владимирович Грум-Гржимайло (1904—1938), главный инженер-конструктор в «Стальпроекте», автор ряда научных работ в области металлургии, доцент кафедры «Металлургические печи» Московского института стали. Расстрелян[12].
- Дочь — Софья Владимировна Грум-Гржимайло (1908—1969), физик-теоретик, сотрудник Института кристаллографии имени А. В. Шубникова РАН[14].

## Память
- Памятник в Верхней Пышме. Установлен в июле 2013 года[15].
- В собрании Верхнесалдинского краеведческого музея находятся мемориальные вещи В. Е. Грум-Гржимайло[16].

## Труды
- По поводу заключительной главы «Уральской железной промышленности в 1899 году» Д. И. Менделеева / Горн. инж. В. Е. Грум-Гржимайло. — Санкт-Петербург: Бюро исслед. почвы, 1900. — 25 с.
- Новые полугазовые печи кровельного производства для сучьев и пней / Горн. инж. В. Грум-Гржимайло. — Санкт-Петербург: тип. П. П. Сойкина, ценз. 1901. — 24 с., [3] л. черт.: табл.
- Элементарная теория построения металлургических печей [Текст] / горн. инж. В. Е. Грум-Гржимайло. — С.-Петербург: Типография П. П. Сойкина, 1905. — 26 с., [2] л. ил.
- Огнестойкость динаса / В. Грум-Гржимайло, проф. Спб. политехн. ин-та. — Санкт-Петербург: тип. М. Фроловой, 1910. — 11 с.
- Попытка алгебраического расчета состава генераторного газа по элементарному составу горючего / В. Е. Грум-Гржимайло, проф. Спб. политехн. ин-та. — Санкт-Петербург: тип. М. Фроловой, 1910. — [2], 22 с.: табл.
- Основы правильной конструкции печей. — Санкт-Петербург: тип. Шредера, 1912. — [2], 40 с.
- Печи, применяемые при изготовлении снарядов / В. Грум-Гржимайло; Металлург. отд. Ком. воен.-техн. помощи. — Петроград: Типо-лит. С. К. Пентковского, 1916. — 52 с.: ил.
- Пламенные печи. — 2-е изд., стереотипное (1-е вышло в 1925). — Л.: Учебно-техническое издательство КУБУЧ; Л.-М.: Госмашметиздат, 1932. — 472 с.
- Производство стали. — Москва; Ленинград: Гос. изд-во, 1925 (М.: нотопечатня Госиздата). — VIII, 430 с.: табл., черт.
- Труды Бюро металлургических и теплотехнических конструкций. Вып. 1: Типы новых пламенных печей на пылевидном топливе / В. Е. Грум-Гржимайло, 1925. — 24 с. Архивная копия от 4 декабря 2019 на Wayback Machine
- Основания реконструкции древесноугольной промышленности Урала… / Проф. В. Грум-Гржимайло. — Свердловск: Уралполиграф, 1927 (тип. «Гранит»). — 16 с.
- Принципы работы гидравлически правильно построенных сушил; Расчет естественной циркуляции в сушилах многократного насыщения / Проф. В. Е. Грум-Гржимайло; Г. П. Иванцов. — Москва: Науч.-технич. упр-ние ВСНХ, 1928 (Л.: типо-лит. «Красный печатник» Гостехиздата). — 44 с.: черт., граф. — (Труды Государственного бюро металлургических и теплотехнических конструкций / С.С.С.Р. Научно-техническое управление ВСНХ; № 272. Вып. 2)